# Afrânio Marques
Afrânio Marques Leite (Canindé, 5 de junho de 1961 – Fortaleza, 25 de maio de 2012), mais conhecido como Afrânio Marques, foi um radialista, repórter e político brasileiro.

## Carreira
Iniciou sua carreira nos anos 80 nas rádios Caturité e Borborema, em Campina Grande. Posteriormente atuou na Rádio O Povo CBN de Fortaleza.  Na televisão foi repórter policial nos programas Rota 22 e Comando 22, da TV Diário, e na TV Cidade, no programa Aqui Agora. 
Em 1996 foi eleito vereador de Fortaleza, pelo Partido Trabalhista Brasileiro(PTB).